# 누마카미 신호장
누마카미 신호장(일본어: 沼上信号場)은 일본 후쿠시마현 야마군 이나와시로정에 위치한 동일본 여객철도 반에쓰사이선의 신호장이다.

## 구조
나카야마주쿠보다 조코역 방향으로 약 4.2km에 위치한 열차 교환이 가능한 2개 선로의 신호장이다. 본선 · 부본선과도 양방향에 출발신호기를 붙인 1선 통과 구조로 되어 있다.

## 역사
- 1962년 6월 4일 : 일본국유철도의 신호장으로서 개업.
- 1987년 4월 1일 : 일본국유철도 분할 민영화에 의해, 동일본 여객철도가 승계.

## 인접 정차역
| 반에쓰사이선               | 반에쓰사이선   | 반에쓰사이선             |
| -------------------------- | -------------- | ------------------------ |
| 나카야마주쿠 고리야마 방면 | ■ 반에쓰사이선 | 조코 아이즈와카마쓰 방면 |